# Royal Canadian Yacht Club
Le Royal Canadian Yacht Club (RCYC) a été fondé en 1852, et il est l'un des clubs de yacht les plus âgés et des plus grands du monde. En 2014, le club comptait environ 4700 membres, environ 450 yachts (95% voile) et un grand nombre de dériveurs.

Son pavillon d'été, datant de 1919, est sur l'une des îles de Toronto sur le lac Ontario. Son clubhouse d'hiver, nouveau bâtiment datant de 1980, est au nord du port et comprend les installations sociales et sportives.

## Histoire

### Jusqu'en 1896
En 1850, 8 Canadiens locaux ont jeté les bases du Toronto Boat Club qui est devenu en 1853 le Toronto Yacht club. Une charte royale ayant été accordée par la reine Victoria le club est devenu le Royal Canadian Yacht Club.

Le premier club a été créé dans un bâtiment appartenant à Sir Casimir Stanislaus Gzowski, près du site actuel de la gare Union de Toronto. Puis il a déménagé dans un bâtiment érigé sur un chaland, de 1853 jusqu'en 1858, puis sur le steamer Provincial jusqu'à la fin de 1868.

En 1869, le club a construit un pavillon en ville. En 1881, un premier club-house a été construit par l'architecte Frank Darling sur une des îles de Toronto sur le site de l'actuel. Pour atteindre le nouvel emplacement, le club a acheté la chaloupe à vapeur Esperanza. Ce bâtiment en bois a brûlé en 1904.
En 1876, les membres du club, malgré les difficultés, s'engagent dans la course de la Coupe de l'America en proposant le défi avec le Countess of Dufferin. Celui-ci échoue face au défender américain Madeleine faute de préparation.

En 1878, le club obtient le privilège de porter le Blue Ensign, abîmé avec une couronne dans la mouche. Cela durera jusqu'à l'avènement du nouveau drapeau du Canada en 1965. Durant toute cette période les conceptions des architectes canadiens comme Alexander Cuthbert et A.Cary Smith évoluent vers les caractéristiques des yachts américains ou britanniques tels les innovations de George Lennox Watson et William Fife.
En 1896, Lincoln Park Yacht Club de Chicago défie le RCYC dans une série de courses. L'intérêt fut tel que plusieurs villes étaient en lice pour le concours  du magnifique trophée Tiffany & Co.. Le yacht Canada du RCYC, conçu par William Fife' et barré par Æmilius Jarvis  a battu Vencedor. Cette coupe est devenue la Canada's Cup récompensant les régates transfrontalières des Grands Lacs.

### 1896 à 1969
Le clubhouse de 1881 brûle en 1904. Le nouveau bâtiment d'Henry Sproatt est achevé en 1906, mais brûle en 1918. Le bâtiment actuel fut achevé en 1922.

En 1900, la conception des yachts ayant progressé, une nouvelle règle de mesure était nécessaire. Æmilius Jarvis, en 1910, a fait construire avec succès le Swamba, un R-class de  George Owen qui a été le premier navire construit à la Jauge universelle sur le lac Ontario.
Comme la plupart des clubs nautiques en Grande-Bretagne et de l'Empire, le club a été conçu comme un service auxiliaire de la Royal Navy. Lorsque la Première Guerre mondiale est survenue en 1914, les services étaient à court de plomb pour les armes, et de nombreux membres ont patriotiquement démantelé leurs bateaux pour l'effort de guerre. La Canada's Cup a disparu durant cette période. Plus de 450 membres entrèrent dans les services de la Royal Navy et 59 des membres du club sont morts en service. En commémoration, le club a installé une grande stèle en 1926 sur la pelouse du club, dessinée par Charles J. Gibson sous la forme de cabestan sur un socle bas. Les noms des 23 membres morts en service lors de la Seconde Guerre mondiale ont été ajoutés en 1952.
À la fin de la Première Guerre mondiale, le club  a reconstruit progressivement sa flotte. Le premier bateau de club à la nouvelle jauge internationale était le Merenneito de classe 6 Metre. Puis vinrent les  8 Metre de Série internationale pour se battre pour la Coupe du Canada: Vision (Camper & Nicholsons), Quest (William Fife, Norseman (William Roué).... En 1935 une flotte de dériveurs de 14 pieds International était formée.

Après la Seconde Guerre mondiale les activités du RCYC ont repris. En 1954, Venture II a  récupéré la Coupe du Canada, mettant fin à 51 ans au Rochester Yacht Club. La même année, l'ouragan Hazel a gravement endommagé les installations. Des pontons  ont ensuite été installés dans le port et dans les îles de Toronto.

### 1967 à présent
Le deuxième objectif du club fut de promouvoir le design de yacht, sa construction et la navigation Dans les années 1930 à 1950, la plus grande contribution du club fut le développement continu de la classe 14 Metre (46 ft) par TBF Benson, Charlie Bourke et Fred Buller, et l'apport d'une contribution significative à la jauge internationale 14. Buller, responsable du design aéronautique de Havilland Canada mérite une mention spéciale pour l'aérodynamisme des voiles et la popularisation de cette avancée technique.

En 1967, un membre du club a demandé à un autre membre, George Cuthbertson, et son partenaire, George Cassien, de concevoir des 40 ft très rapides et très légers en remplaçant le bois par la fiberglass. Le nouveau bateau, Red Jacket, a été conçu et construit avec une coque et un pont avec une structure en balsa, combiné avec une quille et un gouvernail mobile. Il fut très performant lors des compétitions sur le lac et gagna lors de la Florida’s Southern Ocean Racing Circuit. Le prestige de cette victoire et d'autres conquêtes telles que  celle de Manitou à Coupe du Canada a été un tremplin pour un nouveau partenariat entre les concepteurs et les constructeurs sous le nom de C&C Yachts (en).
À la fin des années 1970, le constructeur George Hinterhoeller (en) réalisa des yachts de croisière de 30 ft (9.m) qui peuvent être barrés par une seule personne. Puis la série de Nonsuch fut conçue sur l'idée d'un marin canadien Henry Hudson.
Dans la première moitié des années 1980, sont aussi mis au point les International 14 par Jay Cross, un membre du club, avec des coques en carbone. Puis des catamarans à voile-ailée 
sont conçus par l'ancien designer de C & C Yachts Steve Killing, membre du club Fred Eaton qui a remporté le International C-Class Catamaran Championship (en) pour le RCYC en 2007 au New York Yacht Club à Newport. Les progrès de développement de l'équipe Eaton ont influencé le club  à participer à la Coupe de l'America 2013 en catamarans aile voile.
En été 2015, le RCYC a accueilli les épreuves de voile pour les Jeux panaméricains de 2015.

## Jeux olympiques
Quarante-huit membres du RCYC se sont qualifiés pour les Jeux Olympiques, un tiers des qualifications olympiques canadiennes sont venues du club.